# مطار بور
مطار بور السوداني يخدم مدينة بور الواقعة في جنوب السودان وتحديدا عاصمة ولاية جونقلي. يعمل في المطار ”شركة طيران مارسلاند“.